# Torre de David
La Torre de David és el nom de la ciutadella de Jerusalem, situada a prop de la Porta de Jaffa. L'actual edifici data de l'època del domini mameluc i otomà, ocupant el lloc d'antigues fortificacions durant el govern dels asmoneus, herodians, romans d'Orient i els inicis del període musulmà, que foren destruïdes repetidament pels aiúbides i els mamelucs durant les darreres dècades de la presència dels croats en Terra Santa. Conté importants restes arqueològiques que daten de fa més de 2.000 anys, entre les quals hi ha una antiga pedrera de l'època del Primer Temple. Actualment es fa servir com a museu, lloc de concerts, sala d'exposicions i altres esdeveniments socials.
Dan Bahat és l'arqueòleg que més l'ha estudiat i ha arribat a la conclusió que la ciutadella actual és el reusultat de les modificacions fetes per Herodes de les tres torres originals dels asmoneus, i que la torre nord-est fou substituïda per una molt més grossa, el doble del que feia la Torre de David al segle v. El nom li van posar els cristians de l'Imperi Romà d'Orient, que creien que aquest era el lloc on havia estat el palau del rei David. El nom és esmentat en el Càntic dels Càntics, atribuït a Salomó, fill del rei David: «El teu coll és com la Torre de David construïda amb torretes, des de les quals pengen milers d'escuts, tot l'armament dels homes poderosos.»
També es fa servir l'expressió Torre de David per referir-se al minaret d'una mesquita que hi hagué al segle xvii.

## Història
Demostrat per les proves arqueològiques de la muralla, el rei Ezequies fou el primer en fortificar aquesta part de la ciutat. A finals del segle viii aC, Jerusalem s'havia estès i incloïa el turó a l'oest del Mont del Temple. El motiu per construir la muralla fou l'amenaça d'invasió de Judea de Sennàquerib. Es tracta de la muralla de què en parlen els textos de Nehemies i Isaïes.
Durant el segle ii aC, la ciutat vella s'anà ampliant cap a l'esmentat turó de l'oest. Aquesta elevació de 773 metres d'alçada, que comprèn els actuals barris armeni i jueu i el Mont Sió, estava envoltada per valls pronunciades per tots els costats, llevat del nord. El primer assentament en aquesta zona es produí al voltant del 150 aC, en el període dels reis asmoneus quan es construí el que Flavi Josep anomena la primera muralla.
Herodes el Gran, que acabà amb la dinastia asmonea, afegí tres grans torres a la muralla entre els anys 37 i 34 aC. Les situà en el vulnerable cantó nord-oest del Turó de l'Oest, on ara està la ciutadella. El propòsit no era només defensar la ciutat, sinó també protegir el palau reial situat en el proper Mont Sió. A la torre més alta, la de 145 peus, l'anomenà Fasael en memòria del seu germà que s'havia suicidat mentre estava captiu. A una altra torre li posà de nom Mariamne, per la seva segona esposa que havia estat executada i sepultada en una cova a l'oest de la torre. A la tercera l'anomenà Hippicus, per un dels seus amics. De les tres, només en sobreviu la base d'una d'elles; podria ser la Phasael o, segons creu l'arqueòleg Hillel Geva, la Hippicus. En l'actualment anomenada Torre de David, encara se'n poden veure unes setze filades dels carreus originals sortint per damunt del nivell del terra, sobre els quals se'n van afegir pedres de mmida menor en un període posterior. Durant la primera guerra judeoromana, Simó bar Giora feu de la torre la seva residència.
Després del setge de Jerusalem l'any 70, les tres torres esdevingueren el símbol de la destrucció de Roma i les seves ruïnes es feren servir com a barracons per als soldats que ocuparen la ciutat.
Quan l'Imperi Romà adoptà el cristianisme com a religió oficial al segle iv, una comunitat de monjos s'hi establiren a la ciutadella. Fou durant el període romà d'Orient que les restes de la ciutadella començaren a ser anomenades Torre de David, ja que confongueren aquest emplaçament amb el Mont Sió, on havia estat el palau reial esmentat en el llibre de Samuel.
Quan la ciutat fou conquerida pels àrabs l'any 638, els nous governants musulmans reconstruïren la ciutadella. Aquesta poderosa estructura resistí sense fer-se malbé durant l'assalt dels croats el 1099 i fou el lloc on es refugià el governador fatimita Iftikhar-ad-Dawla. En els anys següents milers de pelegrins cristians vingueren a Jerusalem des del port de Jaffa. Per protegir els pelegrins dels bandits que atacaven al camí entre aquestes dues ciutats, construïren una altra torre que també protegia el palau del llavors instaurat Regne de Jerusalem.
El 1187, el soldà Saladí prengué possessió de Jerusalem. El 1239 l'emir aiúbida de Karak, An-Nàssir Dawud, atacà la guarnició dels croats i destruí la ciutadella. El 1244 els turcs corasmis derrotaren els croats i els expulsaren de Jerusalem durant un llarg temps, operació durant la qual destruïren la ciutat, inclosa part de la Torre de David. El 1260 es produïren nous atacs, aquesta vegada per part dels mamelucs egipcis.
El 1310 la ciutadella fou reconstruïda pel soldà mameluc An-Nàssir Muhàmmad ibn Qalàwun, el qual li donà l'actual forma.
La ciutadella s'amplià entre els anys 1537 i 1541 pel soldà otomà Solimà I el Magnífic, i durant 400 anys es feu servir com a guarnició de les tropes turques. Els otomans també edificaren una mesquita a prop del cantó sud-oest, popularment anomenada Mehrab e Qala'a e Daood («Racó de Pregària de la Torre de David»), al qual se li afegí un minaret entre els anys 1635-1655. Al segle xix aquest minaret, que encara existeix, rebé el nom de "Torre de David", per això avui dia l'expressió es pot referir tant a la ciutadella com al minaret.
En el context de la primera guerra mundial, el general Edmund Allenby proclamà formalment la captura de la ciutat des d'una plataforma a l'exterior de la porta est de la ciutadella.
Durant el període del protectorat britànic (1917–1948), s'establí la Societat Pro-Jerusalem per protegir el patrimoni cultural dels edificis de la ciutat. Aquesta organització netejà els enderrocs i restaurà la ciutadella per obrir-la al públic com a espai per a exposicions d'artistes locals, actes benèfics i concerts. En la dècada del 1930, es creà a la ciutadella un museu sobre el folklore de Palestina, que mostra artesania i roba tradicional.
Durant la guerra araboisraeliana del 1948, la legió àrab capturà Jerusalem i tornà la ciutadella a la seva funció militar, i des d'allà els comandaments ordenaren controlar la línia d'armistici dins de la Jerusalem jueva. Amb la victòria israelí del 1967 que seguí a la guerra dels sis dies, es recuperà la funció cultural.

## El museu
El Museu de la Torre de David sobre la Història de Jerusalem s'inaugurà el 1989, creat per la Fundació Jerusalem. Ocupa diverses cambres de la ciutadella original, i inclou un pati que conté ruïnes arqueològiques que daten de fa més de 2.700 anys.
L'exposició mostra 4.000 anys de la història de Jerusalem des dels seus inicis com a enclavament cananeu fins a l'època moderna. Mitjançant mapes, vídeos, hologrames, dibuixos i maquetes, les sales del museu mostren els canvis de Jerusalem sota cadascun dels diferents governants. Els visitants també tenen accés a les muralles des d'on hi ha una panoràmica de 360 graus de la ciutat vella i la ciutat nova de Jerusalem.
La Fundació Jerusalem, amb data del 2002 comptabilitzà més de 3.5 milions de visitants en aquest museu.